# Las Parras
Las Parras es una hacienda del municipio de Huatabampo ubicada en el sur del estado mexicano de Sonora, en la zona del valle del río Mayo. Según los datos del Censo de Población y Vivienda realizado en 2010 por el Instituto Nacional de Estadística y Geografía (INEGI), Las Parras tiene un total de 662 habitantes.

## Geografía
Las Parras se sitúa en las coordenadas geográficas 26°50′13″ de latitud norte y 109°42'60" de longitud oeste del meridiano de Greenwich, a una elevación de 10 metros sobre el nivel del mar.